# Colias sifanica
Colias sifanica is een vlindersoort uit de familie van de Pieridae (witjes), onderfamilie Coliadinae.
Colias sifanica werd in 1891 beschreven door Grum Grshimaïlo.